# 白女羊盘组
白女羊盘组是位于中国内蒙古阴山地区的下白垩世地层，1966年由内蒙古第一区域地质测量大队命名。该地层以流纹岩（上部），安山岩（中部），玄武岩（底部）为主，间夹凝灰岩、泥灰岩（上部），粗面岩（中部），砂砾岩和凝灰岩（底部）。